# Кичинський Анатолій Іванович
Анатолій Іванович Кичинський (нар. 4 квітня 1950, село Преображенка Чаплинський район, Херсонська область) — український поет і художник, лауреат Шевченківської премії за 2006 р. в галузі літератури. Почесний громадянин Херсона (2013).

## Біографія
Закінчив філологічний факультет Херсонського педагогічного інституту (1972) та Вищі літературні курси при Літературному інституті імені О. М. Горького (1981).
Працював кореспондентом-організатором Бюро пропаганди художньої літератури Спілки письменників України, керівником Херсонського обласного молодіжного літоб'єднання, головним редактором херсонської газети «Гривна», літературним консультантом Херсонської обласної організації Національної спілки письменників України.
Нині — на творчій роботі.
Почав друкуватися з 1966 року.
Член Національної спілки письменників України, Асоціації українських письменників та почесний член Національної спілки художників України.

## Нагороди
Лауреат літературних премій ім. Павла Усенка (1983), Бориса Нечерди (2000), Літературної премії «Князь роси» ім, Тараса Мельничука (2012), літературної премії ім. Данила Кононенка (2018), літературно-мистецької премії Володимира Забаштанського (2019), літературної премії ім. Миколи Куліша(2020), Всеукраїнської літературної премії ім. Василя Симоненка(2020) та Національної премії України ім. Тараса Шевченка (2006). Лауреат Міжнародного фестивалю поезії «Київські Лаври» (2006) та міжнародної літературної премії «Летюче срібне перо» фестивалю поезії слов'янських країн «Слов'янські обійми» (2008, Болгарія).
Лауреат почесної відзнаки Міжнародної літературно-мистецької академії "Народний поет України" (2024). Автор 20 поетичних книг, виданих в Україні (Київ, Сімферополь, Херсон, Чернівці), а також у Російській Федерації (в перекладі російською мовою).